# Google-Werbenetzwerk
Das Google-Werbenetzwerk ist ein Teilbereich des Werbeanzeigensystem AdWords des Medienunternehmens Google. Es unterteilt sich in die Unterbereiche Google Display-Netzwerk und das Google Such-Werbenetzwerk.

## Google Such-Werbenetzwerk
Das Google Such-Werbenetzwerk unterteilt sich in die „Google-Suche“, die sowohl die Google-Suchmaschine sowie Youtube, Google Maps, Google Shopping oder Google Bilder umfasst, und die Suche bei sogenannten „Partnern im Such-Werbenetzwerk“, wie AOL oder T-Online. Zum Letzteren gehören auch einige wenige ausgewählte Partnerseiten wie ebay oder Amazon. Das Such- und Werbenetzwerk kann aktiviert oder deaktiviert, aber einzelne Seiten nicht gezielt ausgewählt werden. Das Google-Werbenetzwerk ist nicht zu verwechseln mit dem Google Display-Netzwerk.

## Google Display-Netzwerk
Das Google Display-Netzwerk besteht aus einer Vielzahl an Websites, die Google über das Adsense-System Werbefläche zur Verfügung stellen.

## Funktionsweise
Jeder, der eine Internetpräsenz besitzt, kann sich für das AdSense-Programm anmelden. Nach einer Prüfung haben die Publisher dann die Möglichkeit, Werbeflächen auf ihrer Website über Google anderen Werbetreibenden zur Verfügung zu stellen. Die Werbetreibenden können diese Flächen über die Adwords-Benutzeroberfläche belegen. Das Google-Werbenetzwerk besteht aus über einer Million Websites, die über das AdSense-System Werbeflächen auf ihrer Internetpräsenz anbieten.
Die Anzeigen im Display-Netzwerk können nach folgenden Kriterien ausgerichtet werden:
- Kontextuell
- Nach Placements (URLs, Domains)
- Nach Thema
- Nach Interesse
- Geographisch
- Demographisch
- Über Remarketing

Die verschiedenen Targeting-Möglichkeiten können einzeln angewendet oder miteinander kombiniert werden.

## Geschichte
Das Adsense-System bildete die Grundlage für das heutige Werbenetzwerk. Im Jahr 2007 kaufte Google die Werbefirma Doubleclick, um mit dem gewonnenen Know-how im September 2009 Google Doubleclick Exchange einzuführen. Doubleclick Exchange ist ein Marktplatz für grafische Werbemittel. Bis dahin konnten über die AdSense-Werbeflächen nur Textanzeigen ausgeliefert werden.

## Werbemittelformate
Das Google-Display Netzwerk unterstützt Text-, Bild-, Rich-Media- und Videoanzeigen. Bildanzeigen können in Form von statischen oder animierten Bannern im .jpg-, .gif- oder Flash-Format benutzt werden. Es können alle gängigen Größen wie Skycraper-, Leaderboard- oder Rectangle-Formate geschaltet werden. Aus Performancegründen beschränkt Google aber die Größe auf maximal 50 kB pro Bildanzeige. Animationen dürfen nicht länger als 15 Sekunden laufen. Videoanzeigen dürfen eine maximale Dauer von zwei Minuten aufweisen.